# Archives d'État du canton de Saint-Gall
Les Archives d’État du canton de Saint-Gall sont les archives du canton de Saint-Gall, en Suisse. Depuis la création du canton en 1803, elles perpétuent la tradition des autorités cantonales, de l’administration cantonale et des institutions de l’État. A cela s’ajoutent les fonds des prédécesseurs en droit de l’actuel canton. Les archives d’État font partie du Département fédéral de l’intérieur, au sein de l’Office de la culture.

## Missions

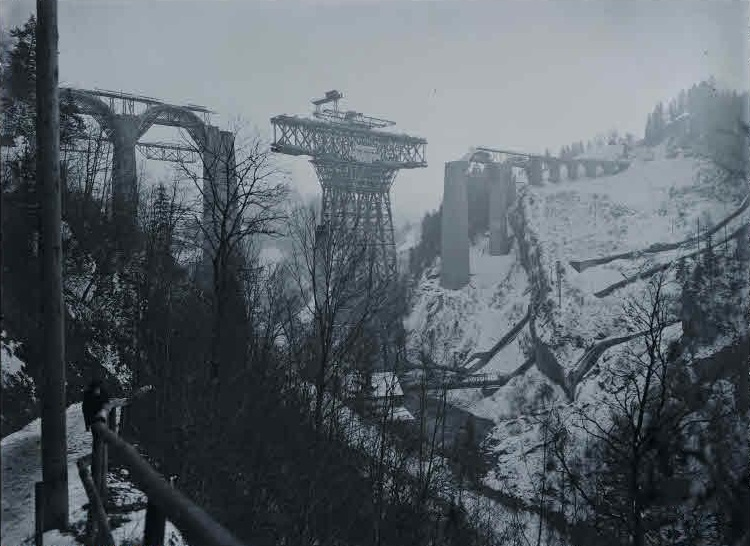
Construction du viaduc sur la Sitter (1910), photo aux archives d’État

La loi sur le traitement des documents et l’archivage (sGS 147.1) du 19 avril 2011 définit les archives d’État comme « l’organe supérieur du canton pour le traitement des documents et l’archivage ». Elle décide de l’archivabilité des documents soumis et garantit une conservation durable et un accès aux documents archivés. Les archives garantissent la traçabilité des actions des organes publics et contribuent à la sécurité juridique. Elles protègent également les documents des institutions privées, des organisations, des familles et des individus, dès lors qu’ils jouent un rôle important dans l’histoire du canton et de ses habitants. Elles assurent leur mission en toute indépendance. Les autres informations juridiques ainsi que le détail de leur mission sont recensés dans la règlementation sur le traitement des documents et l’archivage (sGS 147.11) du 19 mars 2019.

## Histoire

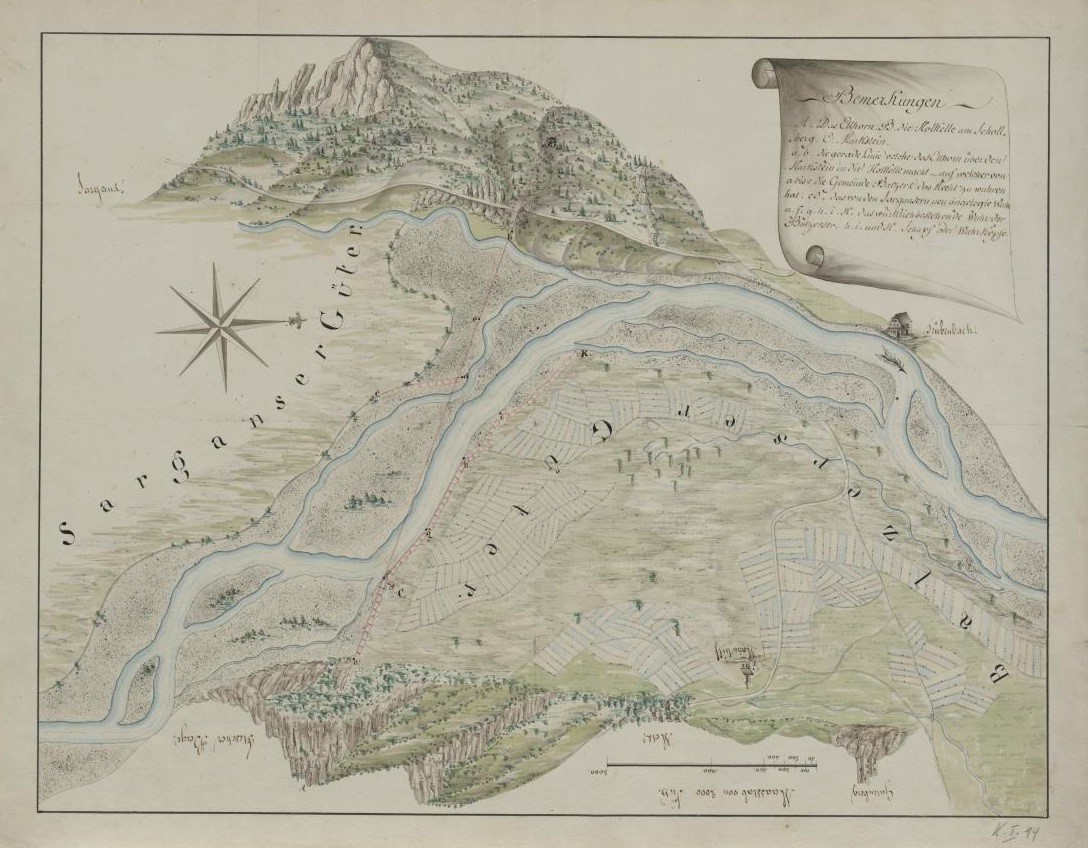
Exemple issu des Archives d’État : plan du cours du Rhin près de Balzers 1818

Les Archives d’État ont été créées – tout comme le canton en lui-même – en 1803. Dans le centre des activités d’archivage étaient archivés, dans un premier temps, les documents juridiques de la Suisse ancienne et de la période de transition qui a suivi, de 1798 à la création du canton. La structure juridique en pleine mutation à cette époque avait entraîné un transfert des fonds d’archive vers d’autres cantons. Les documents archivés, tels que les bailliages helvétiques du Rheintal ou de Sax, ont pu être réintégrés par la suite aux Archives d’État du canton de Saint-Gall. Plusieurs prises en charge ou cessions s’étaient cependant avérées difficiles ou avaient même échoué.
Plus récemment, les archives d’État ont pu prendre en charge d’autres précieuses archives de collectivités officielles datant d’avant la création du canton, notamment des Archives d’État de Rheineck et de Lichtensteig.
Le fait que le territoire de l’actuel canton ait été composé avant 1798 de douze « États » indépendants, se reflète parfaitement dans le paysage actuel des archives. En effet, la transmission écrite des traditions de ses régions n’est présente que partiellement au sein des archives d’État. D’importants fonds d’archives datant de la période précédant la création du canton se trouvent dans les archives de l’abbaye ou au sein des archives d’État de la Ortsbürgergemeinde Saint-Gall (archives de l’ancienne ville royale et république de Saint-Gall), au sein de plusieurs autres archives cantonales ou au sein des archives communales du canton. Il n’y a jusqu’à aujourd’hui aucun aperçu de l’ensemble des fonds d’archives de Saint-Gall datant d’avant 1798 dans les autres archives suisses. La sauvegarde des fonds cantonaux depuis 1803 est en revanche incontestable, même si certaines périodes sont incomplètes. Au cours des dernières décennies, d’importants fonds du secteur privé ont pu être pris en charge et, depuis 2003, les archives d’État ont développé une pratique consistante de transmission et d’évaluation. Par ailleurs, les archives d’État s’engagent particulièrement sur le terrain de l’archivage numérique de longue durée. Dans ce domaine, comme dans d’autres, les archives d’État collaborent avec d’autres archives sur le plan national et international (par exemple avec les archives de la Communauté de travail des régions alpines - Arge Alp).
| Durée de mandat | Nom                      |
| 1803–1805       | Franz Josef Büeler       |
| 1805–1811       | Konrad Meyer             |
| 1812–1819       | vacant                   |
| 1820–1826       | Gallus Jakob Baumgartner |
| 1826–1833       | Josef Anton Henne        |
| 1834–1847       | Peter Ehrenzeller        |
| 1847–1848       | Karl Wegelin             |
| 1848–1852       | Johann Theodor Gsell     |
| 1852–1858       | Johann Joseph Weder      |
| 1859–1872       | Otto Henne am Rhyn       |
| 1872–1885       | Joseph Anton Hardegger   |
| 1886–1912       | Otto Henne am Rhyn       |
| 1913–1943       | Josef Anton Müller       |
| 1943–1957       | Karl Schönenberger       |
| 1958–1968       | Franz Perret             |
| 1968–1993       | Walter Lendi             |
| 1993–2001       | Silvio Bucher            |
| depuis 2002     | Stefan Gemperli          |

## Fonds
Les fonds sont divisés en documents étatiques et non-étatiques. Ils sont répartis selon les sections principales suivantes :
Documents d’archives d’État
- Anciennes archives (jusqu’à 1798) (AA) : documents officiels, actes et livres des bailliages helvétiques du Rheintal, de Sax-Forstegg, de Werdenberg, de Sargans, du Gaster, d’Uznach ainsi que de la ville de Rapperswil. Actes et livres relatifs à l’histoire du Toggenburg et du Fürstenland.
- Archives helvétiques (1798–1803) (AH) : actes et livres du canton de Säntis et de la partie saint-galloise du canton de Linth.
- Archives du Conseil cantonal et du gouvernement (AGR, ARR) : protocoles et actes relatifs aux décisions parlementaires et gouvernementales.
- Archives cantonales (1803–1931) (AC) : actes, livres et publications officielles de l’administration cantonale, archivés par systématisme (principe de pertinence).
- Nouvelles archives (à partir de 1931) (A) : documents de l’administration cantonale, archivés en fonction de leur date de réception et du service versant (principe de respect des fonds).
- Archives de justice (à partir de 1803) (G, GA) : décisions et actes des tribunaux régionaux et cantonaux.
- Publications officielles saint-galloises (à partir de 1803) (ZA) : publications d’organes étatiques.
- Institutions indépendantes de l’État et entreprises dont l’État est actionnaire majoritaire (B, HSG) : archives de l’Assurance immobilière du canton de Saint-Gall, de la Bodensee-Toggenburgbahn, de la société St. Gallisch-Appenzellische Kraftwerke et de l’université de Saint-Gall.

Documents d’archive non-étatiques
- Archives de corporations (C) : dépôts d’archives de collectivités publiques ou de droit privé.
- Archives privées (W) : successions et fonds d’archives de partis, d’organisations, d’entreprises, de familles et d’individus.
- Recueil d’archives des Archives d’État (KP, Z, BM) : photographies, cartes et plans, pièces et médailles, par exemple.

Pour ce qui des fonds, le matériau le plus souvent utilisé est le papier. Mais il peut également s’agir de parchemin, de celluloïd ou de plaques de verre. Les questions relatives à la conservation longue des données électroniques et de leurs supports prennent de plus en plus d’importance.
Les fonds des archives d’État totalisent en 2022 plus de 10 kilomètres linéaires. Chaque année, 100 à 200 mètres linéaires viennent s’ajouter aux archives.

## Recherche
Le catalogue des archives en ligne permet de réaliser de nombreux types de recherches. Les documents ou fonds d’archives sont numérisés (notamment les documents illustrés) et peuvent être consultés en ligne. Depuis peu, l’archive numérique est reprise des organes publics.
En sus des documents archivés, les archives d’État disposent d’une bibliothèque de recherche ouverte au public. Les médias sont répertoriés dans l’ancien catalogue du réseau SGBN (réseau des bibliothèques de Saint-Gall) ou dans le nouveau catalogue SGBN et consultables au sein de la bibliothèque des archives d’État de Saint-Gall.

## Bâtiments

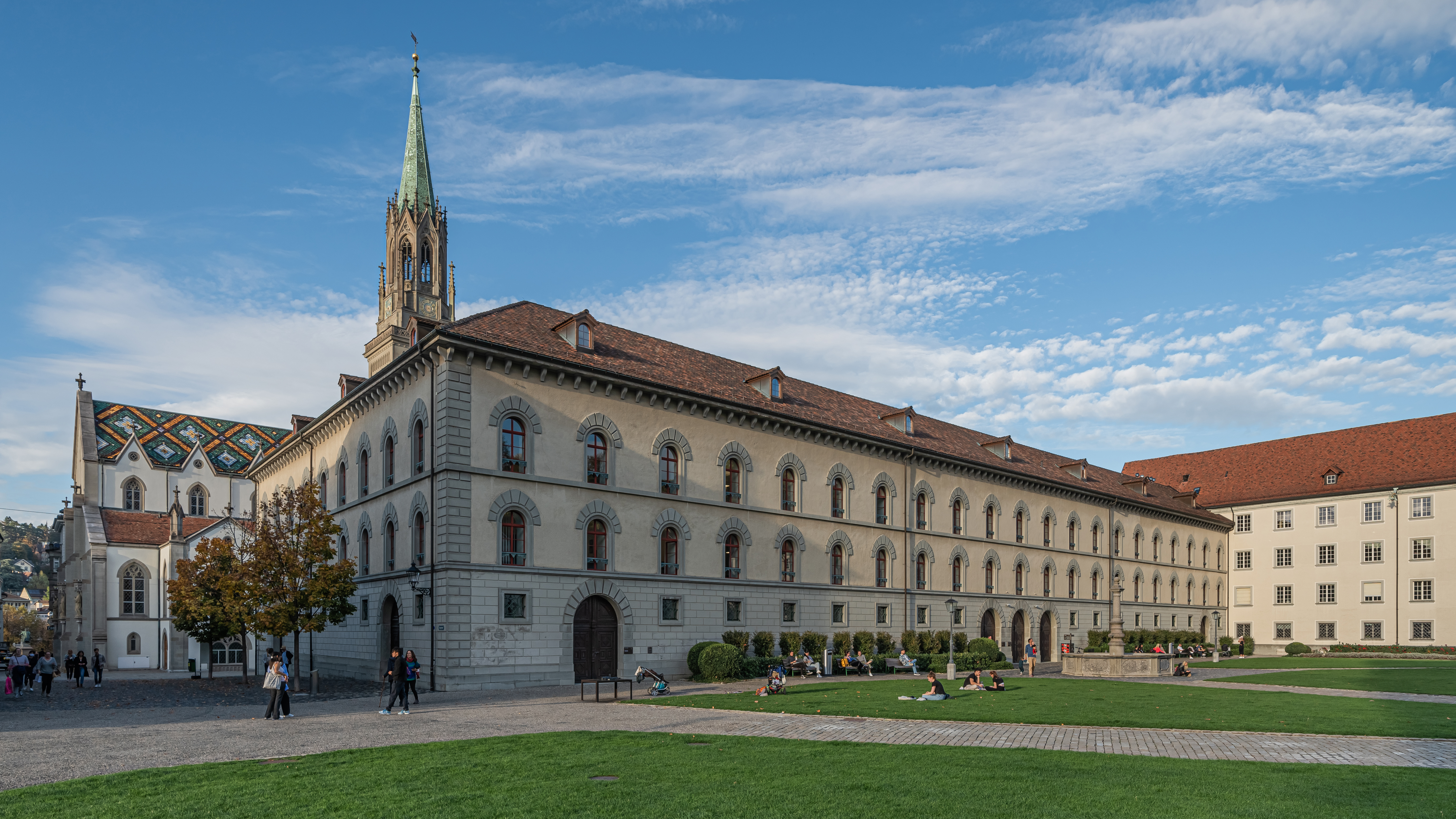

Initialement construite entre 1838 et 1841 par Felix Wilhelm Kubly pour faire office d’arsenal, l’aile nord du bâtiment gouvernemental se trouvait dans un état délabré au début des années 70. En 1970, le Conseil d’État mandata l’architecte Ernest Brantschen (1922–1994) originaire de Saint-Gall en vue de travaux de transformation : le bâtiment devait à l’avenir servir de complexe dédié aux archives et à l’administration. Des rénovations de grande envergure ainsi que des extensions étaient nécessaires. Depuis 1979, les archives d’État, ainsi que les archives de l’abbaye et le tribunal cantonal, se trouvent dans l’aile nord du bâtiment et font partie du quartier de l’abbaye. En raison de l’accroissement permanent des fonds et de l’impossibilité d’agrandir le bâtiment, deux autres bâtiments abritent aujourd’hui une zone de stockage externe ainsi que d’autres bureaux/ateliers .